# Кістки Місяцю
«Кістки Місяцю» (англ. Bones of the Moon) — роман американського письменника Джонатана Керролла, який зображує реальне та омріяне життя молодої жінки Каллени Джеймс. Як і багато інших робіт Джонатана Керролла, ця робота поєднує жанри жахів і фентезі.

## Представлення роману
Каллен Джеймс — молода жінка, яка проживає в двох світах. Щаслива домогосподарка вдень, уві сні — одна з декількох шукачів Кісток Місяця. Проте якимось дивним чином один із цих світів починає переноситися в інший страшний способів.
«Кістки Місяця» — це п’ять кісток, які дають владу над світом мрій, у якому проводить час Каллен Джеймс.

## Сюжет
Живучи в Нью-Йорку, найкращі побажання Каллена Джеймса виконувались. Її найкращий друг одружується з нею; вона подорожує Європою; у неї є маленька дочка. Але дивні сни починають її переслідувати.
Уночі, уві сні, вона починає відвідувати дивну країну під назвою Рондуа, де море повне риби з таємничими іменами, де вона та величезний злий собака супроводжують хлопчика на ім’я Пепсі через такі місця, як Північний Страк, Гори монет і цегли, рівнина забутих машин.
По мірі того, як її дні стають все більш безладними та епізодичними, її сни стають інтенсивнішими, і вона дізнається більше про супротивника, з яким вона та її друзі по снах змагаються, шукаючи останню з кісток Місяця. Поступово події в Рондуа починають впливати на її життя на землі, перетинаючись то неприємно, то страшно.

## Головні герої
- Денні Джеймс, її чоловік.
- Маї, її донька.
- Пепсі (в Рондуа) — хлопчик, який збирає колекцію кісток Місяця.
- Містер Трейсі (в Рондуа) — собака розміром з повітряну кулю, одягнена в котелок.
- Вебер Грегстон — кінорежисер.
- Еліот — її сусідка зверху.
- ДеФазіо (в Рондуа).
- Елвін Вілльямс — Хлопчик-Сокира, ввічливий молодий чоловік, який вбиває свою матір і сестру.
- Джек Чилі, правитель Рондуа.

## Головні теми
- У романі дуже багато йдеться про емоційні наслідки аборту.

## Алюзії/посилання з інших творів
- Вебер Грегстон, другорядний герой вище вказаного роману, є головним героєм у романі «Дитя в небі».
- Сюжетна арка «Твоя гра» коміксу Ніла Ґеймана з серії «Пісочний чоловік» дуже схожа на цей роман, що визнається в передмові до однойменного графічного роману. Ці два романи були написані окремо, не знаючи один про одний. Ось чому в коміксах у книжковій шафі головного героя можна побачити копію «Кісток місяця».

## Відгуки
Дейв Ленгфорд рецензував «Кістки Місяця» для «White Dwarf» № 94 і заявив, що «Як і в чудовому романі Керролла «Країна сміху», очевидні примхи сильно замінуті в пастці, і раптовий висновок змушує вас потрясти. Настійно рекомендується».